# Chaminda Vaas
Warnakulasuriya Patabendige Ushantha Joseph Chaminda Vaas, dit Chaminda Vaas, est un joueur de cricket international srilankais né le 27 janvier 1974 à Mattumagala. Ce fast bowler débute en first-class cricket avec le Colts Cricket Club en 1990. Il est sélectionné pour la première fois avec l'équipe du Sri Lanka en 1994 en One-day International puis en Test cricket.
Il devient en 2008 le quatrième joueur et le deuxième Sri-Lankais après Muttiah Muralitharan à passer la barre des quatre-cents wickets en ODI, forme de jeu dans laquelle il possède la meilleure performance au lancer en une manche.

## Bilan sportif

### Principal équipes
|                    | Test        | ODI         | Twenty20  |
| ------------------ | ----------- | ----------- | --------- |
| Sri Lanka          | 1994 -      | 1994 -      | 2006 -    |
| Asie               |             | 2005        |           |
|                    | First-class | List A      | Twenty20  |
| Colts Cricket Club | 1990-1991 - | 1992-1993 - | 2005-2006 |
| Hampshire          | 2003        | 2003        |           |
| Worcestershire     | 2005        | 2005        |           |
| Middlesex          | 2007        | 2007        |           |
| Nord du Basnahira  |             | 2007-2008   |           |
| Deccan Chargers    |             |             | 2008 -    |